# Centzon Mimixcoa
Les Centzon Mimixcoa (nom nahuatl qui s'orthographie également Centzonmimixcoa et signifie littéralement « les Quatre Cent serpents des nuages »,, c'est-à-dire, symboliquement, « les innombrables du nord ») sont, dans la mythologie aztèque, les dieux des étoiles du nord. Leur mère était la déesse de la Terre Coatlicue. Avec leurs autres 400 frères, les Centzon Huitznahua, dieux des étoiles du sud, ils habitent dans le Ilhuícatl-Tetlalíloc, le deuxième ciel aztèque.